# Okochi Sanso
Ōkōchi Sansō (大河内山荘 Đại Hà Nội Sơn Trang) là trang viên cũ của diễn viên dòng phim Jidaigeki, Denjirō Ōkōchi (大河内 傳次郎; 1898 – 1962) ở Arashiyama, Kyoto. Trang viên này được bán vé mở cửa cho công chúng, nổi tiếng vì vườn tược và góc nhìn xuống vùng Kyoto. Một số công trình trong trang viên được chính phủ Nhật Bản công nhận là di sản văn hóa.

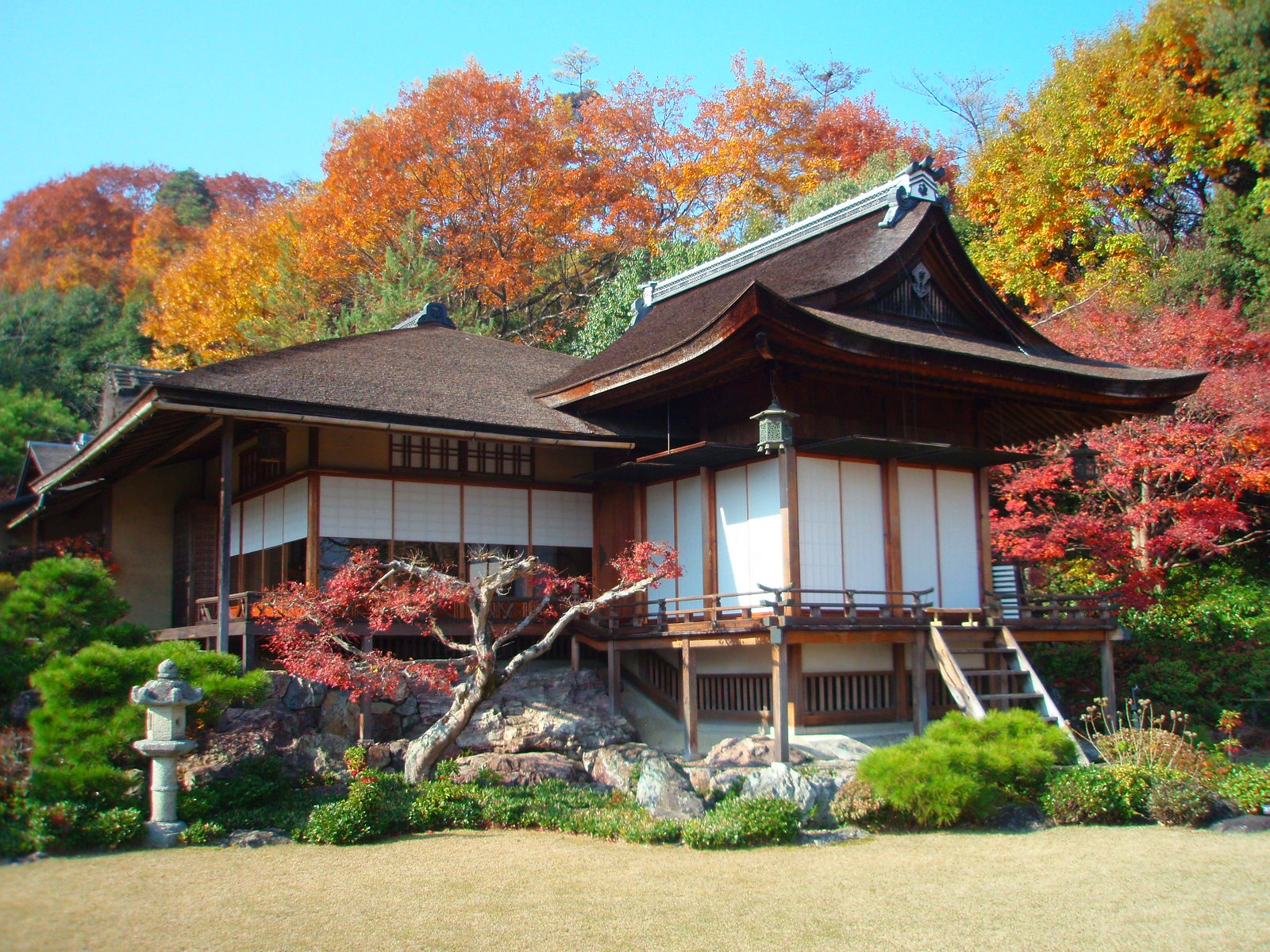
Daijōkaku ở Ōkōchi Sansō

## Địa điểm
Ōkōchi Sansō nằm bên sườn đỉnh Ogura, sau đền Tenryū-ji (天龍寺), cạnh công viên Arashiyama và rừng tre Sagano mọc ở Ukyō-ku, Kyoto.
Trạm xe lửa gần nhất (khoảng 15 phút dibooj là trạm Arashiyama trên trục đường chính tuyến đường sắt điện Keifuku. Trạm Torokko Arashiyama trên tuyến đường sắt ngắm cảnh Sagano gần hơn, nhưng không chạy theo thời gian cố định thường xuyên.

## Trang viên

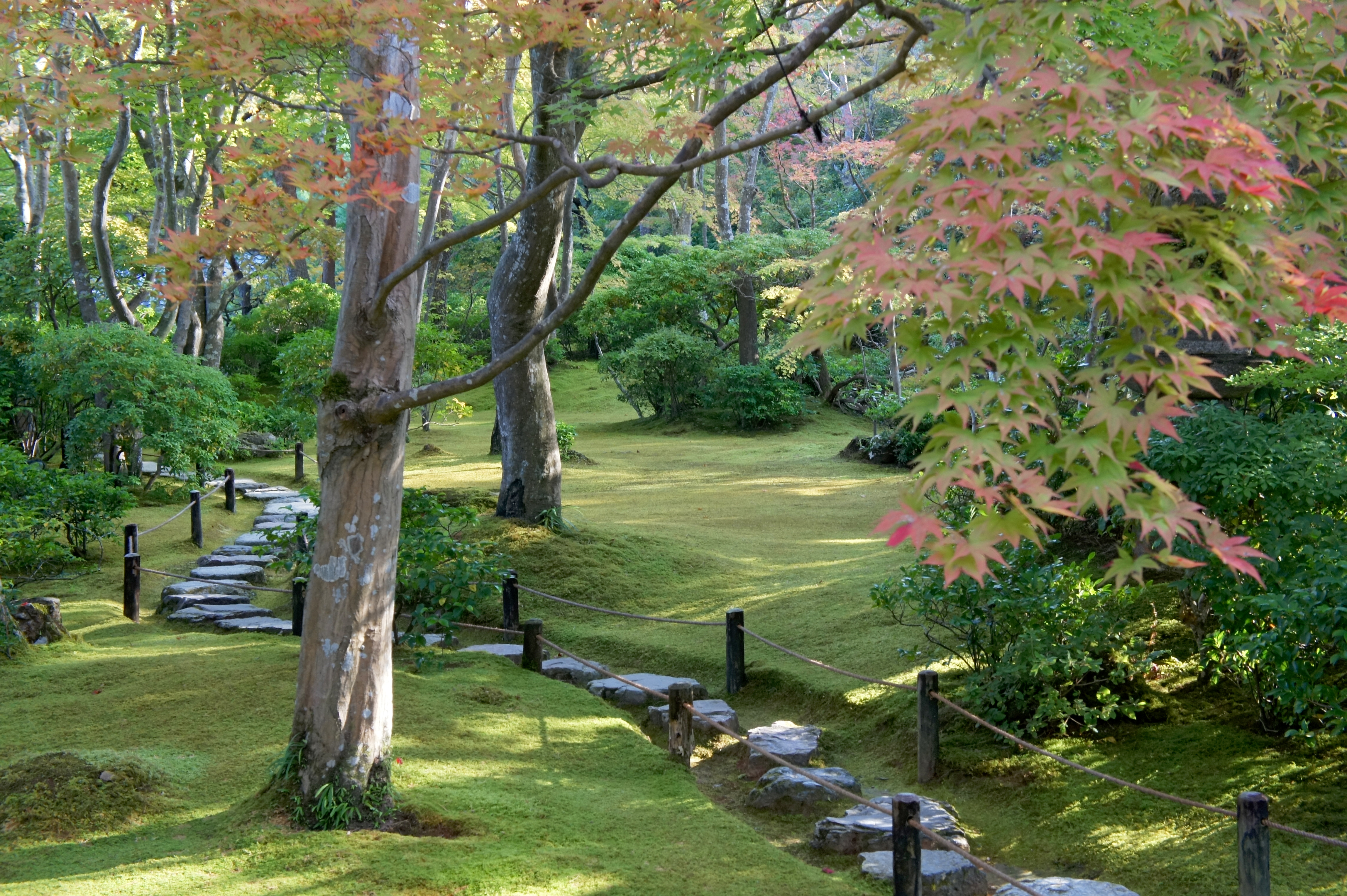
Vườn chè trước tekisuian

Mặt bằng trang viên rộng khoảng 2ha và có nhiều công trình, bao gồm những ngôi nhà kiểu Nhật, nhà dùng trà, đền thờ nằm giữa vườn tước. Chúng được  Ōkōchi xây dựng trong hơn 30 năm làm nơi ở của mình. Nơi đây được mở cửa cho du khách sau khi Ōkōchi qua đời vào năm 1962. Các kết cấu chính được xây dựng trong khoảng thập kỷ 30 và 40 của thế kỷ 19 ngoại trừ Jibutsudō là công trình từ thời Thiên Hoàng Minh Trị (Meiji) được di dời đến đây.
Vườn tược được thiết kế để thể hiện mỗi mùa trong bốn mùa. Từ khu trang viên có thể thấy được thành phố Kyoto, đỉnh Hiei và sống Hozu.

## Các công trình
Bốn công trình được chính phủ Nhật Bản công nhận là di sản văn hóa vật thể năm 2003:
- Daijōkaku (nhà chính, kết hợp phong cách shoin-zukuri, sukiya-zukuri và các phong cách khác)
- Jibutsudō (đền thờ Phật, mái kiểu irimoya)
- Tekisuian (Một nhà dùng trà chashitsu)
- Chūmon (cổng giữa)

Có một bảo tàng mở trưng bày hiện vật liên quan đến Denjirō Ōkōchi và một sàn quan sát. Du khách có thể dùng trà Matcha và kẹo ngọt ở nhà dùng trà chính, đã bao gồm trong giá vé.

## Một số hình ảnh

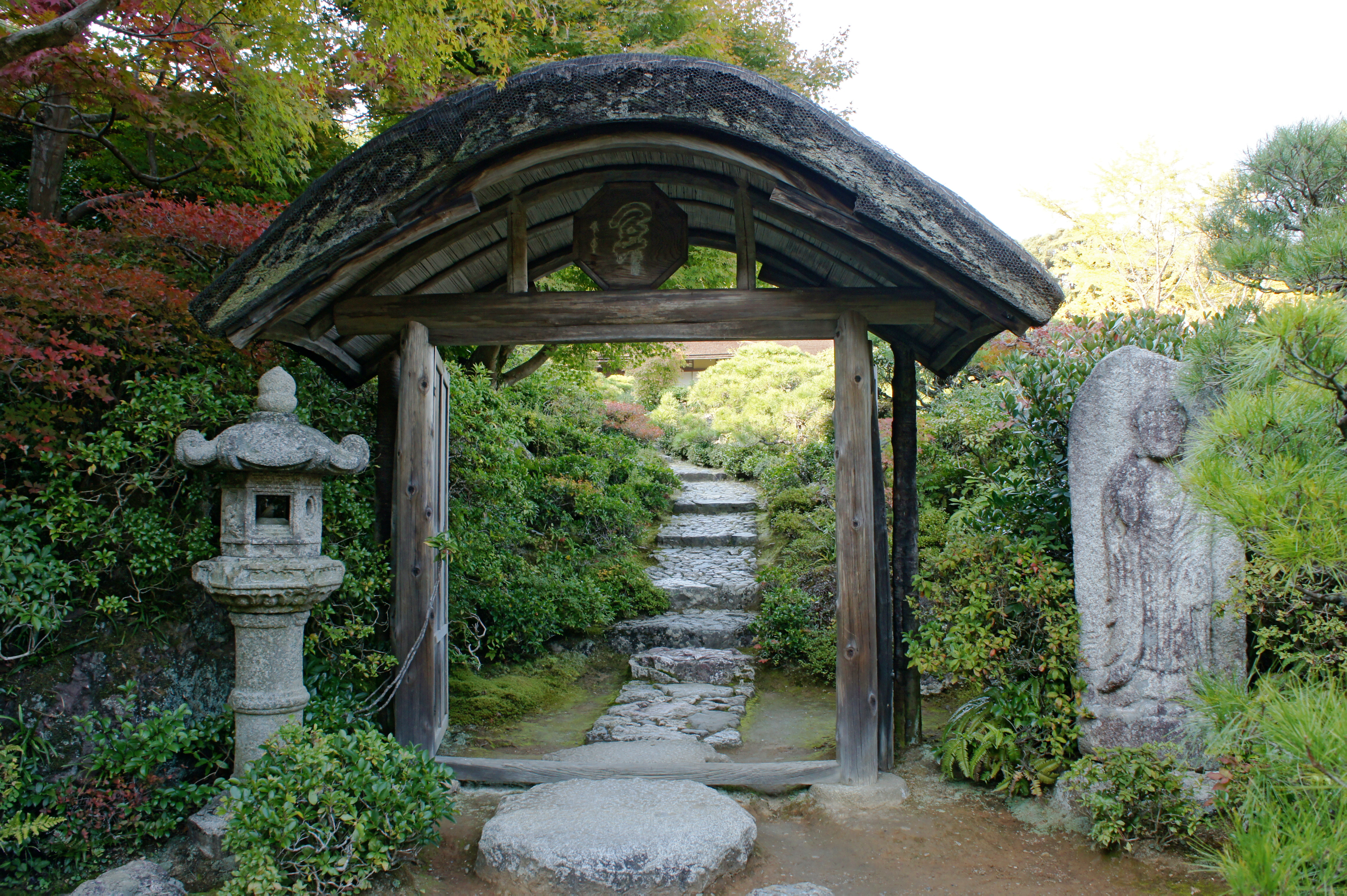
Chūmon (Cổng giữa)
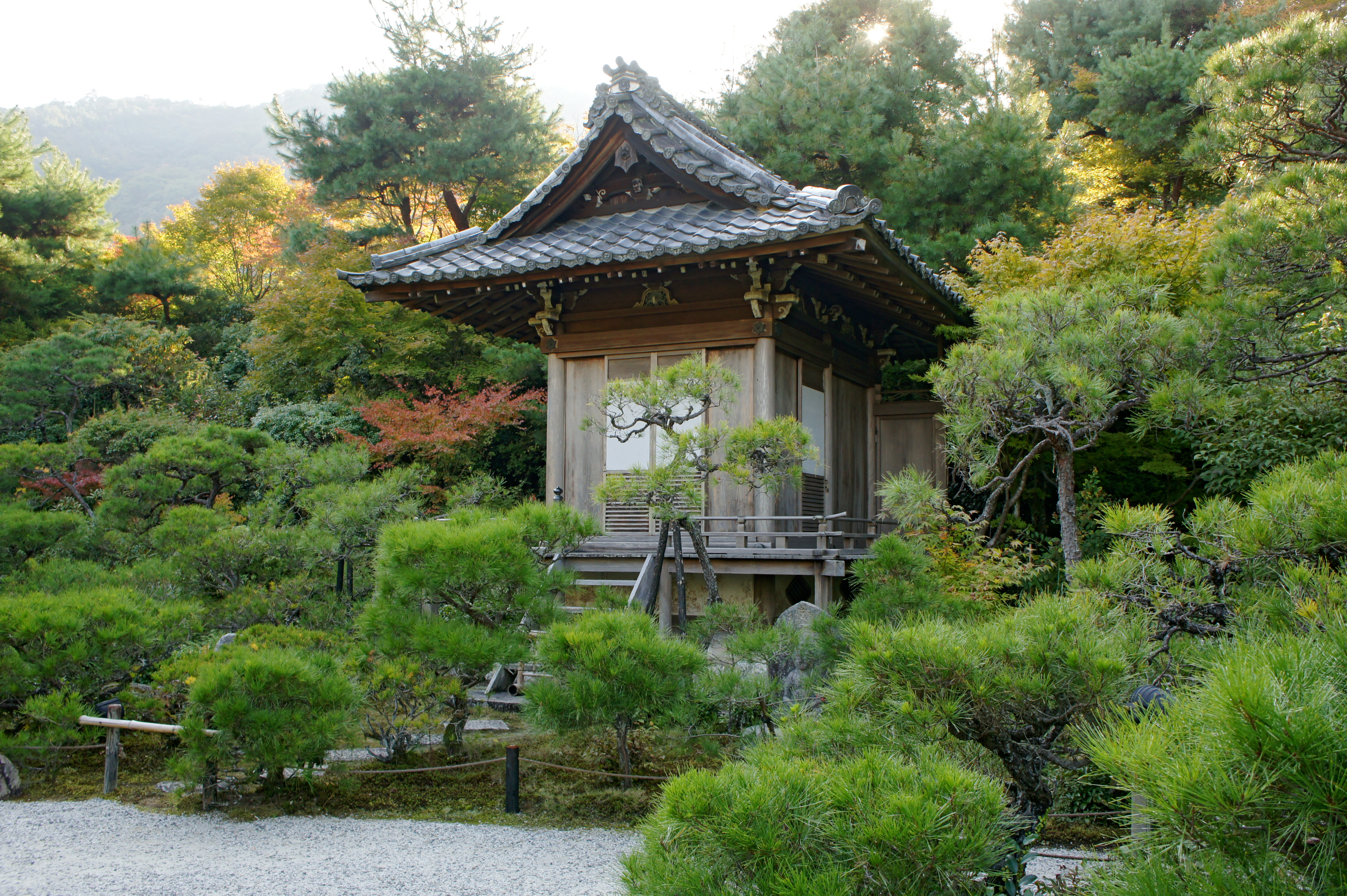
Jibutsudō
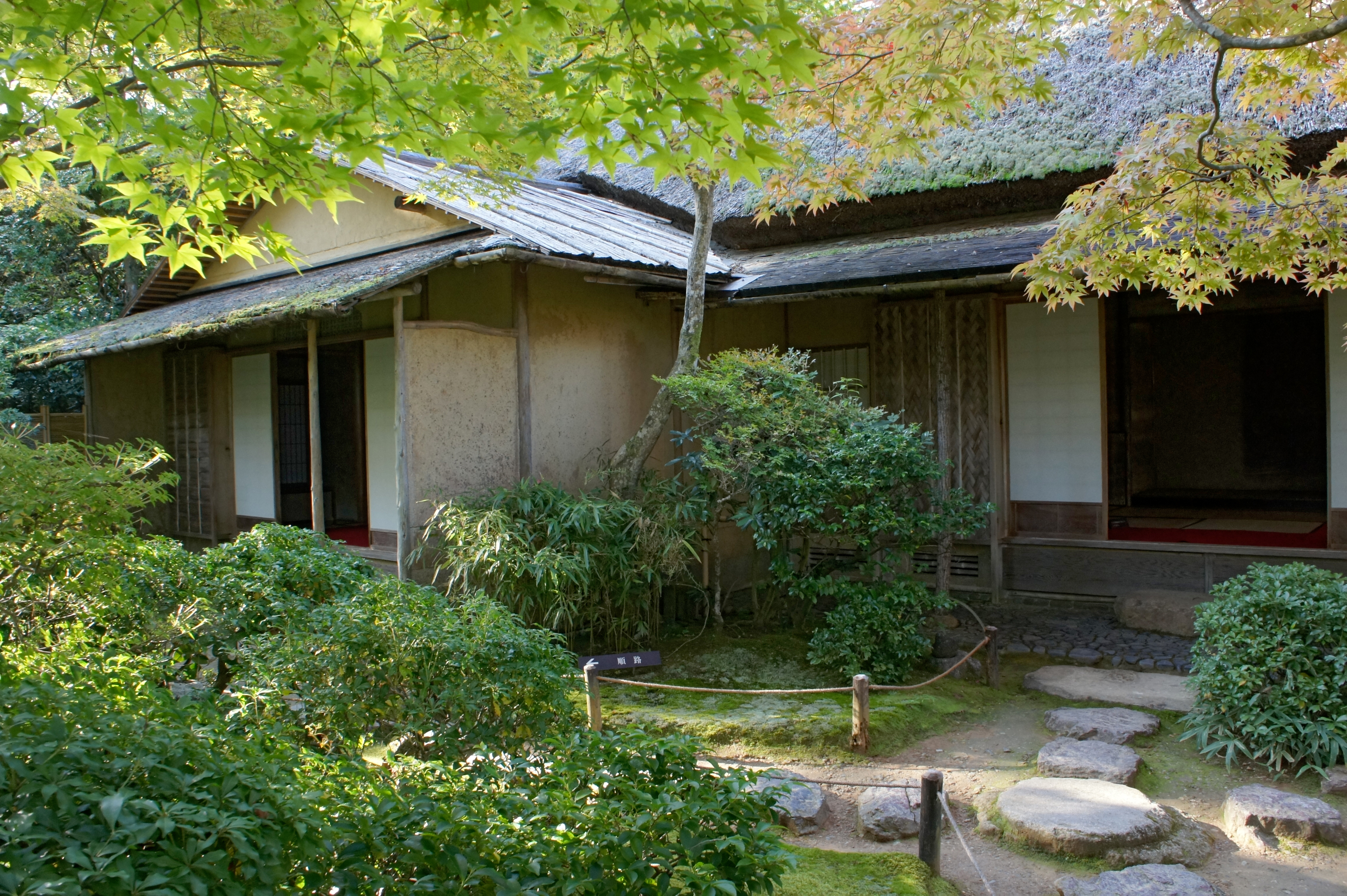
Tekisuian
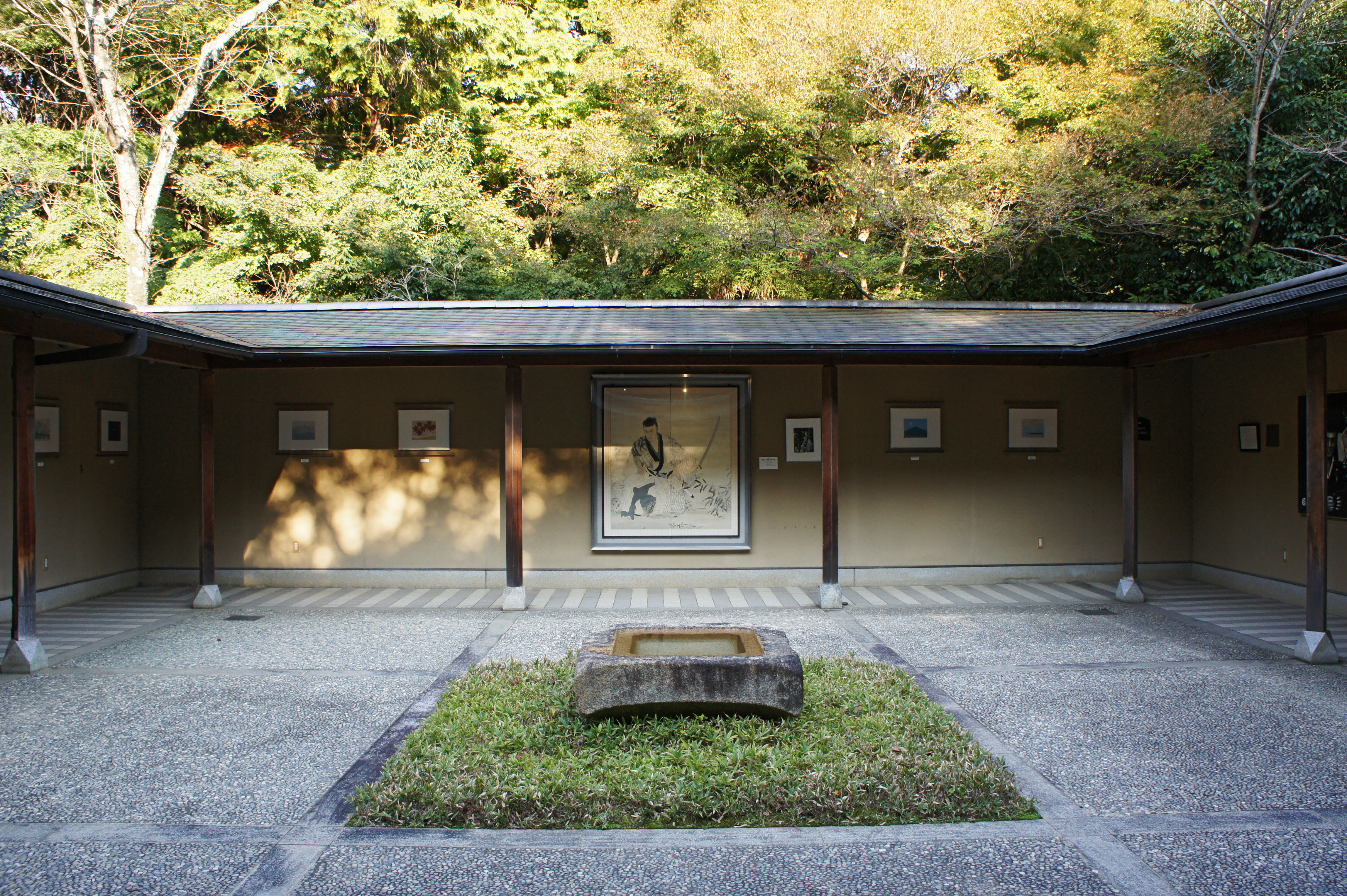
Bảo tàng Denjirō Ōkōchi